# Amb
Amb är ett historiskt furstendöme i Indien och Pakistan.

## Historia
Det indiska furstendömet Amb styrdes från 1507 av Hindwaldynastin. På grund av geografiskt läge och den muslimska statsreligionen kom Amb inom Pakistans gränser vid den indiska självständigheten 1947. Fullt integrerat i republiken Pakistan blev man först 1969, vilket kan anses som furstendömets slutår.